# Stenus hirsutus
Stenus hirsutus är en skalbaggsart som beskrevs av Thomas Casey. Stenus hirsutus ingår i släktet Stenus och familjen kortvingar. Inga underarter finns listade i Catalogue of Life.